# Caenohalictus turquesa
Caenohalictus turquesa är en biart som beskrevs av Rojas och Toro 2000. Caenohalictus turquesa ingår i släktet Caenohalictus och familjen vägbin. Inga underarter finns listade.